# 헬무트 릴링
헬무트 릴링(Helmuth Rilling, 1933년 5월 29일 ~ )은 독일의 합창 지휘자이다.
독일 슈투트가르트의 음악가 가정에서 태어났다. 뷔르템베르크의 개신교 신학교에서 공부하였고, 1952년부터 55년까지 슈트트가르트 음악학교에서 오르간, 작곡, 합창지휘를 배웠다. 그 후 로마에서 페르난도 게르마니에게, 시에나에 있는 아카데미아 무지칼레 치자나에서 음악을 공부하였다.
요한 제바스티안 바흐 음악의 권위자로 알려져 있으며, 주로 종교 합창 음악이 레퍼토리이나 기악곡도 지휘한다. 독일의 음반사 헨슬러에서 바흐의 합창곡 전곡을 세계 최초로 녹음하였고, 그 후 한번 더 녹음하였다. 오레건 바흐 축제의 공동 설립자이다.